# Pianeta perduto
Pianeta perduto o I mondi chiusi (The Closed Worlds) è un romanzo di fantascienza del 1968 dello scrittore statunitense Edmond Hamilton, secondo capitolo della trilogia del lupo dei cieli (Starwolf) iniziata con Il lupo dei cieli o Il fuggiasco della galassia (The Weapon from Beyond, 1967) e conclusa con Le stelle del silenzio (World of the Starwolves, 1968).
Il romanzo è stato pubblicato in italiano per la prima volta nel 1968.

## Trama
Morgan Chane, il Lupo dei Cieli, inseguito dai suoi ex compagni di saccheggi per aver ucciso il loro capo durante la spartizione del bottino, ha scelto di continuare a lavorare come mercenario dello spazio assieme al comandante John Dilullo.
I mercenari tornano sulla Terra per un possibile nuovo lavoro e Dilullo riceve l'incarico da un miliardario di cercare suo fratello, di cui non ha più notizie dopo che è partito per una spedizione sul pianeta Arkuu.
Chane approfitta del suo primo viaggio sulla Terra per visitare il Galles, la patria dei suoi genitori.
Dopo la morte dei suoi genitori, quando era bambino, Chane è stato allevato dai varniani, un popolo di predoni dalle straordinarie capacità fisiche e proprio a causa della sua particolare situazione si sente un alieno dovunque, anche perché la sua identità deve rimanere segreta.
John Dilullo, da uomo esperto nel suo mestiere, si era reso conto delle sue capacità e si era preso il rischio di salvarlo pur sapendo della sua vera identità.
Chiunque altro lo avrebbe ucciso perché i Lupi dei Cieli sono odiati da tutti; malgrado la iniziale diffidenza la fiducia tra Dillullo e Chane crescerà nel tempo.
I mercenari finalmente partono per il pianeta Arkuu dove devono affrontare un ambiente decisamente ostile, non solo per gli abitanti che non vogliono stranieri tra di loro ma anche per la terribile giungla che nasconde creature letali.
Durante la loro ricerca, i mercenari incontrano Vreya, una ragazza del pianeta Arkuu.

## Edizioni
(parziale)
- Edmond Hamilton, The Closed Worlds, Ace Books, 1968.
- Edmond Hamilton, Pianeta perduto, collana Galassia n. 91, traduzione di Ugo Malaguti, La Tribuna, 1968.
- Edmond Hamilton, I mondi chiusi, collana Il lupo dei cieli - I mondi chiusi, traduzione di Mario Galli, Urania Collezione n. 130, Arnoldo Mondadori Editore, 2013, ISBN 978-88-520-4409-0.